# Петровірівська телевежа
Петровірівська телевежа — телекомунікаційна вежа заввишки 210 м, споруджена у 1988 році у селі Петровірівка Ширяївського району Одеської області.

## Характеристика
Висота вежі становить 210 м. Висота над рівнем моря — 117 м. Радіус потужності покриття радіосигналом становить 65 км. Прорахунок для DVB-T2 — 210 м.